# UCI Women's ProSeries 2025
L'UCI Women's ProSeries 2025 è la sesta edizione dell'UCI Women's ProSeries, il secondo circuito per importanza nel ciclismo femminile. Il suo calendario è composto da 15 gare, che si svolgono dal 26 gennaio al 7 ottobre 2025. 
Di questi 15 eventi, l'unica tappa che non si svolge in Europa è la gara inaugurale, la Schwalbe Women's One Day Classic, che si svolge in Australia.
Il programma comprende 13 corse di un giorno (1.Pro) e due corse a tappe (2.Pro).

## Calendario
La principale novità della stagione è rappresentata dall'inserimento in calendario della Schwalbe Women's One Day Classic, della Vuelta CV Féminas, del GP Oetingen, dell'Antwerp Port Epic e del Grand Prix de Fourmies.
| N. | Data           | Evento                                               | Cat.  | Vincitrice           | Squadra              |
| -- | -------------- | ---------------------------------------------------- | ----- | -------------------- | -------------------- |
| 1  | 26 gennaio     | Schwalbe Women's One Day Classic (2025)              | 1.Pro | Clara Copponi        | Lidl-Trek            |
| 2  | 9 febbraio     | Vuelta CV Féminas (2025)                             | 1.Pro | Linda Zanetti        | Uno-X Mobility       |
| 3  | 13-16 febbraio | Setmana Ciclista Valenciana (2025)                   | 2.Pro | Demi Vollering       | FDJ-Suez             |
| 4  | 12 marzo       | Ixina GP Oetingen (2025)                             | 1.Pro | Julie De Wilde       | Fenix-Deceuninck     |
| 5  | 19 marzo       | Nokere Koerse (2025)                                 | 1.Pro | Marta Lach           | Team SD Worx-Protime |
| 6  | 2 aprile       | Dwars door Vlaanderen (2025)                         | 1.Pro | Elisa Longo Borghini | UAE Team ADQ         |
| 7  | 18 aprile      | Freccia del Brabante (2025)                          | 1.Pro | Elisa Longo Borghini | UAE Team ADQ         |
| 8  | 15 maggio      | Navarra Women's Elite Classic (2025)                 | 1.Pro | Cat Ferguson         | Movistar Team Women  |
| 9  | 7 giugno       | Antwerp Port Epic (2025)                             | 1.Pro | Susanne Andersen     | Uno-X Mobility       |
| 10 | 17-22 giugno   | Internationale LOTTO Thüringen Ladies Tour (2025)    | 2.Pro |                      |                      |
| 11 | 14 settembre   | Grand Prix de Fourmies (2025)                        | 1.Pro |                      |                      |
| 12 | 14 settembre   | Women's Cycling Grand Prix Stuttgart & Region (2025) | 1.Pro |                      |                      |
| 13 | 4 ottobre      | Giro dell'Emilia Internazionale Donne Elite (2025)   | 1.Pro |                      |                      |
| 14 | 5 ottobre      | Gran Premio Ciudad de Eibar (2025)                   | 1.Pro |                      |                      |
| 15 | 7 ottobre      | Tre Valli Varesine (2025)                            | 1.Pro |                      |                      |